# Жирардов
Жирардов (пољ. Żyrardów) град је у Пољској у Војводству мазовском. По подацима из 2012. године број становника у месту је био 41.318.

## Становништво
| 2012.  |
| ------ |
| 41.318 |

## Партнерски градови
- Делчево